# Sant'Urbano (Italia)
Sant'Urbano (Sant'Urban in veneto) è un comune italiano di 1 897 abitanti della provincia di Padova in Veneto. Si tratta di un comune sparso in quanto la sede municipale non si trova nell'omonimo borgo ma a Ca' Morosini.

## Storia

### Simboli
Lo stemma e il gonfalone sono stati concessi con decreto del presidente della Repubblica del 15 dicembre 1981.
La banda verde rappresenta la posizione del paese presso l'argine sinistro dell'Adige; la spiga di frumento evidenzia che l'economia della zona è basata prevalentemente sull'agricoltura; il leone di San Marco, simbolo di Venezia, oltre a ricordare le bonifiche operate dalla Serenissima a partire dal secolo XV, rievoca un fatto avvenuto nel 1513, quando, in frazione Rotta Sabbadina, i Veneziani ruppero gli argini del fiume per frenare l'avanzata delle truppe della Lega di Cambrai.
Il gonfalone è un drappo di bianco.

## Monumenti e luoghi d'interesse

### Architetture religiose
- Chiesa parrocchiale di San Gaetano, nella frazione di Ca' Morosini (XX secolo)[6].
- Chiesa parrocchiale di San Giorgio, nella frazione di Carmignano (fine XVIII secolo).
- Chiesa parrocchiale di Sant'Urbano, sita in Via Chiesa 8 a Sant'Urbano.
- Chiesa parrocchiale di San Giovanni Battista, nella frazione di Balduina, edificata tra il 1921 e il 1926[7].

### Architetture civili

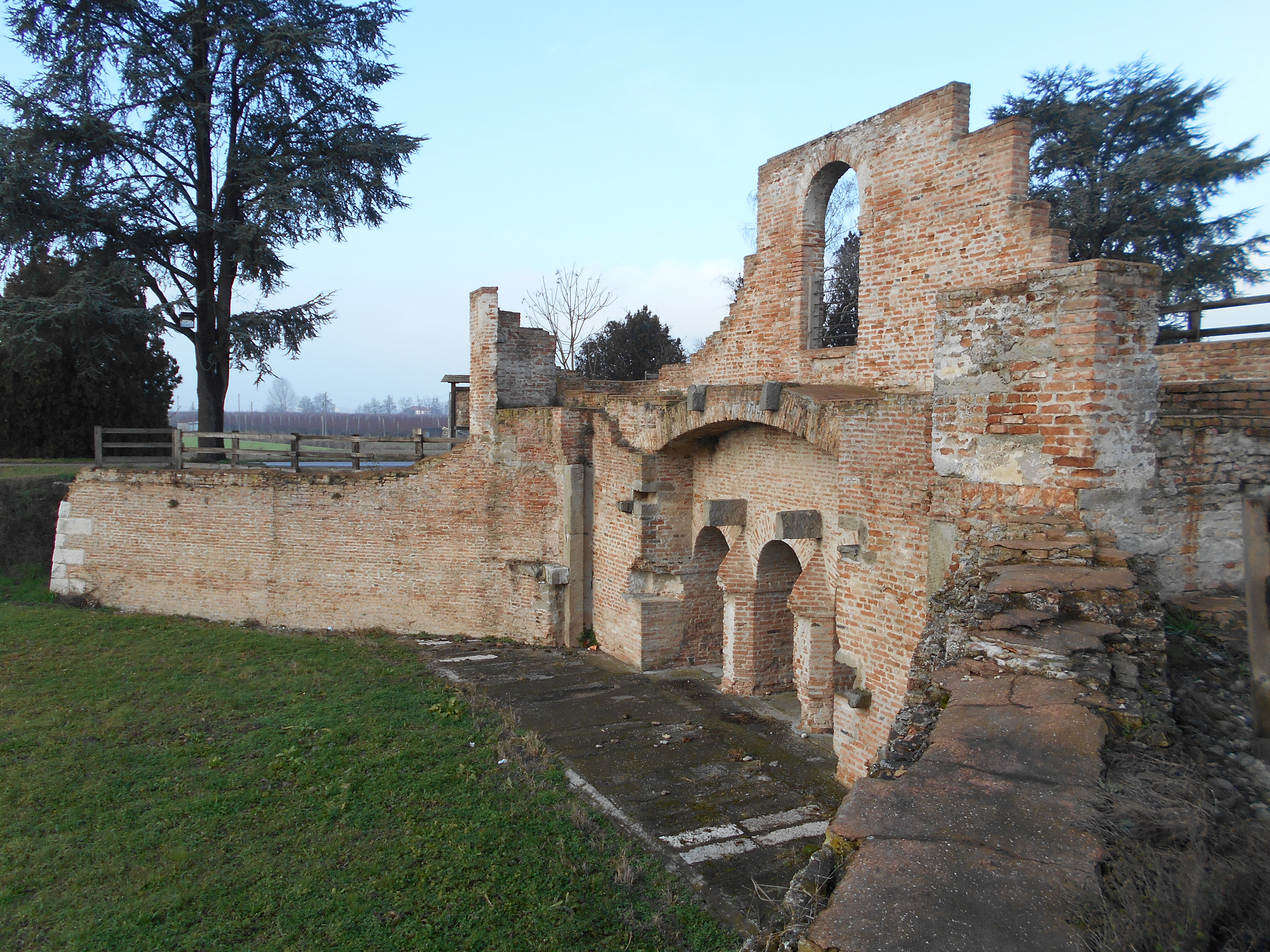
località Rotta Sabadina o Sabbadina, opera idraulica veneziana

- Villa Nani, Loredan (inizio XVI secolo).
- Villa Rezzonico, in località Rotta Sabadina.
- Chiusa alla Rotta Sabadina, opera idraulica ora abbandonata.

## Società

### Evoluzione demografica
Abitanti censiti

## Geografia antropica
Il comune di Sant'Urbano è suddiviso in quattro frazioni: Carmignano di Sant' Urbano, Ca'Morosini e Balduina. Inoltre nel comune sono presenti molte località come: La Sturara, i Gorghi e il Ponte Nuovo. La Sturara è la località più conosciuta di tutto il comune perché si trova in mezzo alle frazioni di Carmignano e Sant'Urbano.

## Amministrazione
Nel 1993 viene introdotta l'elezione diretta del sindaco da parte dei cittadini, secondo quanto riportato nella legge n. 81 del 25 marzo dello stesso anno. Di seguito vengono riportati i sindaci di Sant'Urbano dal 1993 ad oggi.
| Sindaco         | Partito                                      | Periodo        | Elezione |
| --------------- | -------------------------------------------- | -------------- | -------- |
| Fabio Magonara  | Lista civica                                 | 1993-1997      | 1993     |
| Fabio Magonara  | Lista civica                                 | 1997-2002      | 1997     |
| Dionisio Fiocco | Lista civica                                 | 2002-2007      | 2002     |
| Dionisio Fiocco | Lista civica                                 | 2007-2012      | 2007     |
| Augusto Sbicego | Lista civica "Essere Comunità a Sant'Urbano" | 2012-2017      | 2012     |
| Dionisio Fiocco | Lista civica "Insieme per Sant'Urbano"       | 2017-2022      | 2017     |
| Dionisio Fiocco | Lista civica "Insieme per Sant'Urbano"       | 2022-in carica | 2022     |